# Тодор Панайотов
Тодор Михайлов Панайотов е български художник-график.

## Биография
Роден е на 27 април 1927 г. в София. През 1953 година Панайотов завършва Висшия институт по изобразително изкуство „Николай Павлович“, специалност графика и илюстрация при професор Илия Бешков.
Женен е за художничката Жана Костуркова, дъщеря им Елена Панайотова също е художничка.

## Творчество
Работи графика, илюстрация, оформление на книгата и стенни монументални изкуства. Използва основно техниките офорт, акватинта и литография, гваш, креда, темпера, прилага новаторски подход към графиката, комбинирайки я с фотографии и цветове. В картините му силно са застъпени историческата тематика, пейзажите и морето. Над започнатия през 1960 година графичен цикъл „Български жени“ работи до края на живота си, като непрекъснато го обновява.
Панайотов илюстрира много книги, измежду които: „Следите остават“ на Павел Вежинов (1954), „Мълчаливи герои“ на Дора Габе (1955), „Гостенчета крилати“ на Ангел Каралийчев (1960), „Под игото“ на Иван Вазов (1965), „Записки по българските въстания“ на Захари Стоянов, „Тютюн“ на Димитър Димов.
От 1953 година датират и първите му участия в общи художествени изложби на СБХ и изложби на книгата в България, както и представителните изложби на българско изкуство зад граница — Белград, Берлин, Будапеща, Букурещ, Варшава, Виена, Делхи, Мексико, Мишколц, Москва, Пекин, Прага, Токио. Взема участие в биеналетата на графиката в Краков, Лиеж, Лугано, Любляна, Милуз, Сау Паулу, Флоренция, Фрехен, Хайделберг. Самостоятелни изложби организира в Пловдив, Русе, Сливен, София, както и в Арецо, Грац, източен и западен Берлин, Флоренция, Шверин. Творби на Панайотов са притежание на НХГ, СГХГ, градските художествените галерии в Бургас, Добрич, Пловдив и други галерии в страната.

### Графични цикли
- 1960–1987 – „Български жени“
- 1963 – „Септември 1923“
- 1968 – „Земя“
- 1968 – „Войнишко въстание 1918“
- 1968–1970 – „Исторически сцени“
- 1970–1973 – „Второ българско царство“
- 1973 – „Несломим протест“
- 1975 – „Възпоменание“

### Монументални творби
- „Науката през вековете“, стенопис, секо (1974) в Народна библиотека „Иван Вазов“, Пловдив, в съавторство с Любен Диманов, архитект Мария Милева,
- „Републиката“, витраж (1976), Партиен дом, Велико Търново

## Награди и отличия
Тодор Панайотов е носител на много награди за графика: на международните биеналета в Сау Паулу (1963) и Краков (1968), на международната изложба на книгоизкуството в Лайпциг (1968). През 1972 година му е връчена наградата на СБХ за графика на името на Веселин Стайков. Носител е на орден „Кирил и Методий“—II степен (1963) и „Червено знаме на труда“ (1977). Лауреат е на Димитровска награда през 1976 година.